# Capsa de Pandora

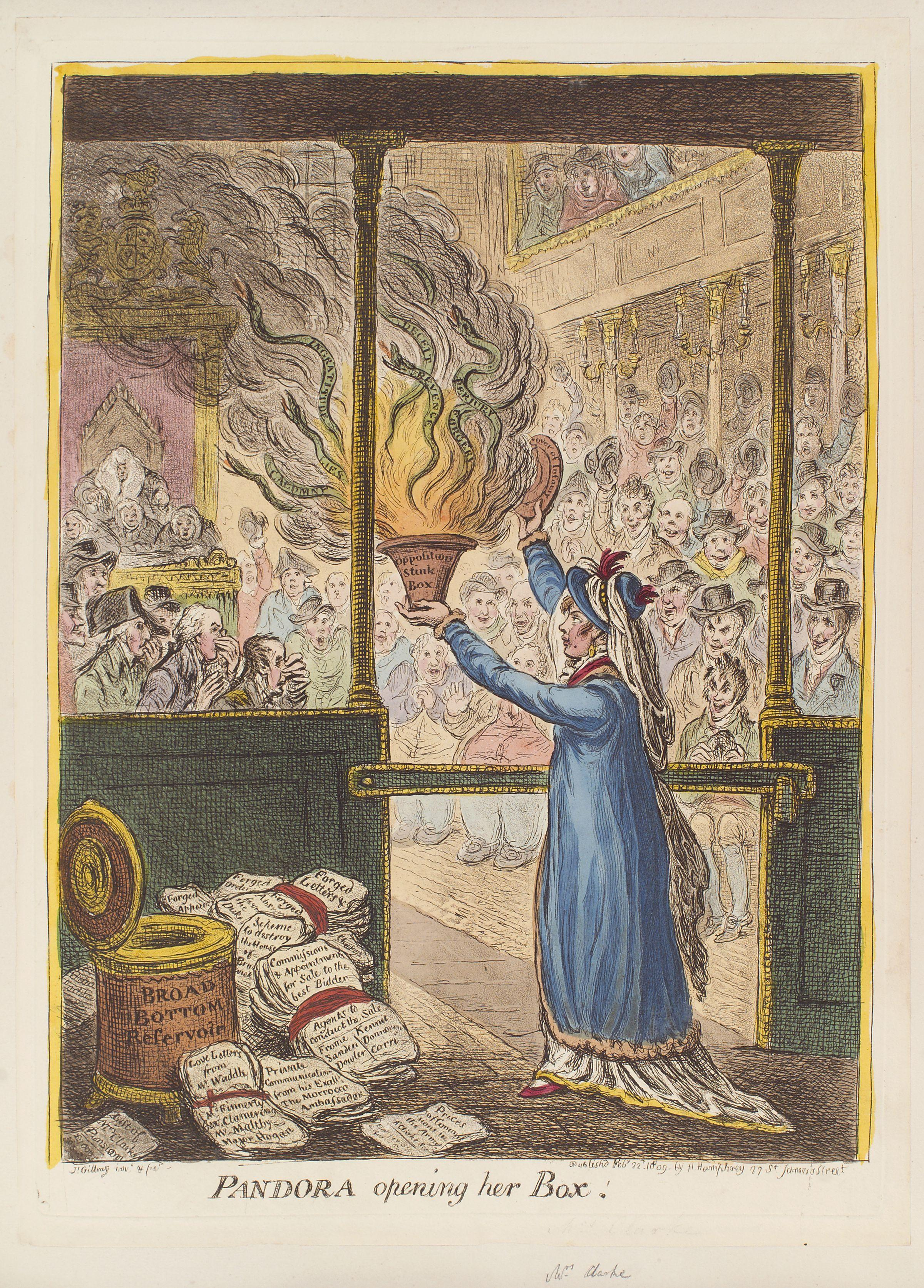
Pandora obre la capsa que li havia lliurat Zeus, alliberant així tots els mals del món.

La capsa de Pandora és un mític recipient de la mitologia grega, pres de la història de Pandora, la primera dona, creada per Hefest per ordre de Zeus, el seu pare.
Hesíode explica que Zeus, desitjós de venjar-se de Prometeu per haver robat el foc i donar-lo als humans, va presentar al germà d'aquest, Epimeteu, una dona anomenada Pandora, amb qui es va casar. Com a regal de noces, Pandora va rebre un misteriós pithos — una gerra ovalada, encara que actualment sigui citada com una capsa — amb instruccions de no obrir-la sota cap circumstància. Els déus havien atorgat a Pandora una gran curiositat, per la qual cosa va decidir obrir la gerra per veure què hi havia dins. En obrir-la, van escapar del seu interior tots els mals del món. Quan va poder tancar-la, només hi quedava, al fons, Elpis, l'esperit de l'esperança. D'aquesta història va sorgir l'expressió «L'esperança és l'últim que es perd».
Avui dia, «obrir una capsa de Pandora» significa una acció en aparença petita o inofensiva, però que pot implicar conseqüències catastròfiques. En català, també existeix l'expressió derivada, «obrir» o «destapar la capsa dels trons».

## Interpretació
És a la Ilíada on, en el vers 527 i següents, s'utilitza aquest terme i es diu que a la casa de Zeus hi havia dues gerres, una tancava els béns, l'altra tancava els mals. La Teogonia d'Hesíode no ho evoca, i únicament anuncia que, sense dona, la vida de l'home és impracticable, i amb dona, encara més impracticable. Hesíode classifica a Pandora com un «mal bell» (καλὸν κακὸν "kalòn kakòn"). Per al nom «Pandora» hi ha diversos significats: panta dôra, (que té tots els dons) o pantôn dôra (que té dons de tots els déus).